# چارلز کوک سوم
چارلز کوک سوم (انگلیسی: Charles Cooke؛ زادهٔ ۱ ژوئیهٔ ۱۹۹۴) بازیکن بسکتبال اهل ایالات متحده آمریکا است.
از باشگاه‌هایی که در آن بازی کرده‌است می‌توان به نیو اورلینز پلیکانز اشاره کرد.